# Каммерхофер, Константин
Константин Каммерхофер (нем. Konstantin Kammerhofer; 23 января 1899, Турнау, Австро-Венгрия — 29 сентября 1958, Оберстдорф, ФРГ) — группенфюрер СС, генерал-лейтенант полиции и представитель рейхсфюрера СС Генриха Гиммлера в Хорватии.

## Биография
Константин Каммерхофер родился 23 января 1899 года в крестьянской семье. После посещения народной и средней школы окончил коммерческое училище. В 1915 году записался к «добровольческим штирийским стрелкам» и в марте 1917 года принял участие в Первой мировой войне в составе австрийской армии. На итальянском фронте получил боевое ранение и дослужился до звания ефрейтора. После окончания войны год находился в итальянском плену. В 1924 году женился, в браке родилось четверо детей. По профессии Каммерхофер был виноторговцем.
Каммерхофер был активно вовлечён в народное спортивное движение и был одним из окружных руководителей Штирийского отечественного союза, где с 1930 года был заместителем руководителя. В сентябре 1931 года участвовал в путче Пфримера в Штирии, но на последующем судебном процессе по  обвинению в государственной измене был оправдан. С 1932 по 1933 год в качестве преемника Вальтера Пфримера стал руководителем Штирийского отечественного союза и непосредственно участвовал в формировании «боевого товарищества» с национал-социалистами и слиянии со Штурмовыми отрядами (СА) запрещённой в Австрии нацистской партии. Каммерхофер в звании бригадефюрера СА в конце 1933 года возглавил бригаду «Верхняя Штирия».
После неудачного июльского путча в 1934 году бежал через Югославию в нацистскую Германию. С января по март 1935 год работал в организации по оказании помощи беженцам в Берлине и 15 февраля был зачислен в ряды СС (№ 262960). После Аншлюса Австрии 1 мая 1938 года вступил в НСДАП (билет № 6165228). Кроме того, с 1938 года был членом рейхстага (11-й избирательный период), а также членом магистрата в Вене. С 1936 по 1941 год был руководителем штандарта СС в Эссене и абшнитов СС в Бохуме и Вене.
30 января 1941 года ему было присвоено звание бригадефюрера СС. С июня 1941 по март 1942 года руководил фламандскими частями СС. С 1942 по 1943 года был руководителем группы СС и полиции «Азербайджан», которую он сам основал в Хинденбурге. 1 июля 1943 года был повышен до группенфюрера СС и генерал-лейтенанта полиции.
С марта 1943 и до 1945 года был представителем рейхсфюрера СС и высшем руководителем СС и полиции в Хорватии. После личного вмешательства Гиммлера в дела Анте Павелича Каммерхофер смог действовать в Хорватии практически беспрепятственно. Перед ним стояла задача создания немецко-хорватских полицейский подразделений для борьбы с партизанами и чётниками, которые подчинялись его верховному руководству. Рост влияния СС в Хорватии привёл к сильной напряжённости между Каммерхофером и режимом усташей, министерством иностранных дел и послом Германии в Загребе Зигфридом Каше. В борьбе с партизанами Каммерхофер приказывал действовать безжалостно. К примеру, после нападения на высокопоставленного функционера СС и полиции он приказывал сжечь все дома вокруг места преступления и казнить более 100 человек. 
11 мая 1945 года неподалёку от Зальцбурга попал в плен к союзникам и выступал свидетелем в 1947 году в Нюрнберге. Впоследствии был экстрадирован в Австрию, где предстал перед судом в Граце. Каммерхоферу удалось бежать и скрыться. С 1948 года в Ганновере работал подсобным рабочем на строительном производстве. Умер в 1958 году.